# Ford Popular
Ford Popular – samochód osobowy klasy kompaktowej produkowany przez brytyjski oddział koncernu motoryzacyjnego Ford Motor Company (Ford of Britain) w latach 1953–1962.

## Pierwsza generacja

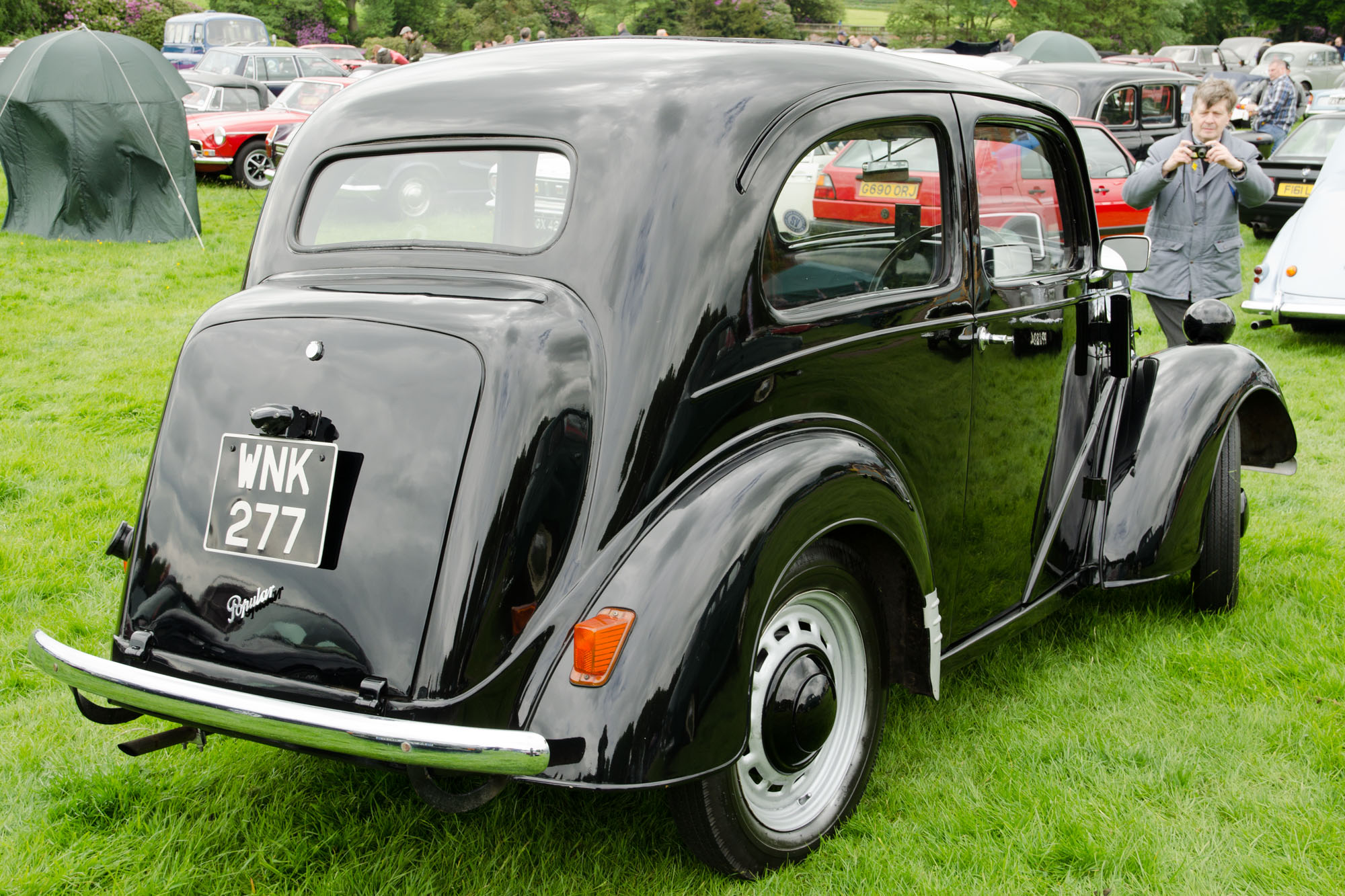
Ford Popular I - tył

Ford Popular I został zaprezentowany po raz pierwszy w 1953 roku.
Pierwsza generacja modelu Popular pojawiła się w sprzedaży jako tańsza alternatywa dla zaprezentowanego równolegle modelu Ford Anglia (100E). Był to najtańszy samochód dostępny ówcześnie na brytyjskim rynku, kosztujący 391 funtów.
Samochód bazował na wcześniejszej generacji modelu Anglia (E494A). Posiadał tę samą przedwojenną stylistykę, pozbawioną jednak ozdobników takich jak bakelitowa deska rozdzielcza czy chromowane elementy nadwozia. Od pierwowzoru odróżniał go także 1,2-litrowy silnik dolnozaworowy o mocy 30 KM. Samochód posiadał 3-biegową skrzynię biegów i pozbawiony był takich elementów wyposażenia jak ogrzewanie czy elektryczne wycieraczki.

### Silnik
- L4 1.2l Straight-4

## Druga generacja

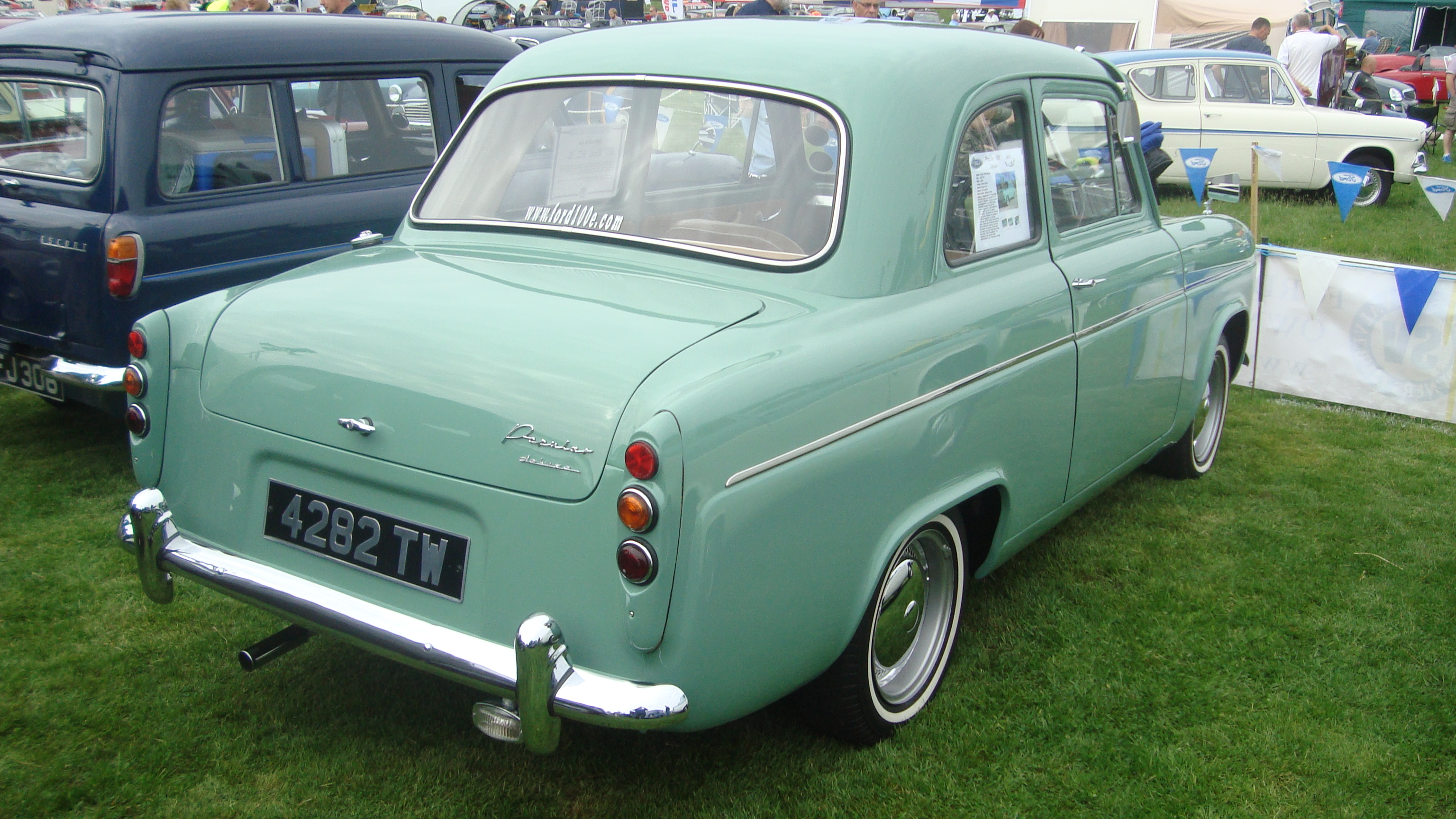
Ford Popular II - tył

Ford Popular II został zaprezentowany po raz pierwszy w 1959 roku.
W 1959 roku, wraz z wejściem do produkcji kolejnej generacji modelu Anglia (105E), Ford zakończył produkcję modelu Popular (103E) o wyraźnie przestarzałej już konstrukcji. Jego następca, Ford Popular (100E) stanowił, podobnie jak wcześniej, zubożoną wersję poprzedniej generacji Anglii przeznaczoną dla niezamożnego odbiorcy.
Od Anglii model ten przejął nieco zmodyfikowany silnik o niezmienionej pojemności oraz wciąż 3-biegową skrzynię biegów (w konkurencyjnych modelach standardem były skrzynie 4-biegowe). Poza wersją podstawową w ofercie znajdowała się odmiana Deluxe wyposażona m.in. w popielniczkę, osłonę przeciwsłoneczną dla pasażera, gumowe dywaniki czy kontrolkę wymiany oleju. Produkcja samochodu trwała do czerwca 1962 roku.

### Silnik
- L4 1.2l Straight-4